# 丁未漂人事件
丁未漂人事件是指1667年（丁未年）漂流至朝鮮的95名在台灣與日本對渡的東寧王朝男女官商全數由朝鮮押送至清朝處決的事件。

## 背景
明朝末年，中国海上贸易发达，其间时常发生海难而导致漂流事故，漂流到朝鲜的汉人被朝鲜称为“漂汉”。明清鼎革以后，由于东亚政治形势的剧变，“漂汉”问题已不仅仅是救助抚恤问题，而演变为政治问题。因为朝鲜虽然臣服于清朝，内心却希望反清复明；清朝则对海外的汉人（尤其是未剃发的）严加防范，“漂汉”往往会遭到清政府的严厉审问乃至极刑。因此朝鲜王朝对于“漂汉”问题的态度十分矛盾纠结。1650年（朝鲜孝宗元年），朝鲜曾欲将“漂汉”送入日本，但由于领议政李景稷泄露给清朝敕使，导致“漂汉”被转送入北京，最后全部处死。
1653年，又有一群已剃发的汉人商船漂流到朝鲜济州岛，他们自称“以南京苏州府吳縣人，弘光元年奉旨過洋，往賈日本。遽遭李子成之亂，且緣清朝侵伐南京，弘光天子被害，天下洶擾，小商等不敢回歸，轉投交趾，行商爲業，今至七年。竊聞清朝愛民如子，故將還本土，正月二十二日自日本發船，二月初九日到貴國地方，遇風船敗，同伴二百十三人皆溺死，存者僅二十八人”。领议政郑太和主张依前例送入北京，朝鲜孝宗虽有不忍，但仍听从郑太和的意见。大臣闵鼎重上疏争辩道“嗚呼！漂海漢人，豈非我昔日天朝之赤子乎？設令國家不幸至此，尚何忍一切縛縶遺黎，驅送仇敵，略無疑難哉？此誠人情之所怫鬱，聖心之所怛然者也。況前日所送，皆被屠殺，而今又知其不免，而迫就死地，豈我國之所可忍爲也？”孝宗以李景稷泄露一事指出：“耽羅漂漢，雖無爾言，予亦惻然。大義不須言，求之人理，實所不忍。前日我國之人不能善處，束縛天朝赤子，投諸虎狼之口，竟至斬殺無遺，予常痛恨。今又以此輩驅送彼中，予豈忍此乎？但念既不能善處，則雖以煦煦少仁，掩置不送，其在國家之計，漏洩之患，亦不可不慮。”闵鼎重又主张将“漂汉”送入济州岛，孝宗则表示以后遇到“漂汉”，不报给地方兵使，而直接密报给备边司，再由朝廷处置，以免泄露之患。因这次事件确立了朝鲜王朝对“漂汉”的政策。

## 始末
1667年5月，四艘東寧商船前往日本國長崎港進行貿易途中遭遇暴風雨，其中一艘脫離並漂流至濟州島。這批漂流人表明自己乃東寧王國延平嗣王鄭經的旅日商旅，並自稱「大明福建省官商人」，以林寅觀、曾勝以及陳得為主官。由於男性漂流人並未剃髮、身穿明制服色，並說著屬於漢語分支的閩南語泉州方言，因而讓朝鮮士大夫認為「明朝」依然存續著。此外，林寅觀更說明自己亦負有向日本乞師的任務，卻因為遺失國王鄭經寫給日本國王的書信，而使朝鮮方面懷疑其真實的來歷。朝鮮政府因懼怕清朝方面的壓力，決定將95位漂流人押送至漢城軟禁，並再送至清朝遼東，而全數遭清廷殺害。
事后，闵鼎重回顾与孝宗的对话时说：“往在壬辰，以船事，臣有陳達……丁寧受教如此，而今日事，先为宣洩若玆，莫知其所以然也。”隐约批评显宗没有执行孝宗定下的对“漂汉”的保护政策。朝鮮政府為了避免類似事件重演，規定日後漂流至朝鮮者，就地遣返。

## 真實性
根據《丁未傳信錄》中多家的記述，可以發現林寅觀等人所言多不符史實或似是而非，推斷可能是這批官商亦不明瞭當時東亞的局勢。而這些種種也是朝鮮方面最終將漂人押送清朝的原因之一。
- 朝鮮方面提出了幾個問題：「今大明皇帝定都何處，而即今年號為何？」以及「崇禎之後、永曆之前，無繼統之主耶？」，漂人分別回道：「永曆皇帝。現都四川，即今年號二十一。」以及「隆武二年」。然而，經由天干地支進行推判後，發現史實與此說法無法吻合。

- 漂人又表示永曆皇帝依舊佔有廣西等四省，而且福建與海外的東寧又有藩王鄭經，隨時都要反清復明。並且還誇大不實地說出與清朝交戰年年勝利之語[13]。這些言詞使朝鮮顯宗以及大臣即便看見了永曆曆書，而依舊半信半疑[14][15]。此外，從今日來看，漂人所言與史實亦不相符。漂人於丁未年至朝鮮，即1667年；然而，永曆帝早已在壬寅年（1662年）遭吳三桂擒殺於昆明。

## 相關
- 反清復明
- 大樊
- 東寧
- 明鄭
- 臺灣明鄭時期
- 朝鮮孝宗北伐計劃
- 日本乞師
- 咒水之難
- 安南明鄉人

## 備註
1. 1 2  《朝鲜王朝实录·孝宗实录》卷8，三年三月三十日条。
2. 1 2 3  《朝鲜王朝实录·孝宗实录》卷8，三年四月二十六日条。
3. ↑  此次“漂汉”事件得到清政府宽大处理，顺治帝称：“朝鲜送来二十八人，皆系朕之赤子。漂流外国，殊可悯念。著发回原籍，其原货俱著本人领去。”参见《大清世祖章皇帝实录》卷68，顺治九年九月甲申条。
4. ↑  《丁未傳信錄·漂人問答》：「因我延平藩領四船，前來日本貿易。五月初十日來，將見日本山，三船俱倒日本港，而僕一船遇風桅折，漂至濟州，閣破于五月廿三夜也。」
5. ↑  《丁未傳信錄·林寅觀等投書》：「延平王世藩，以軍需浩繁，悠資外運，……寅觀等乃奉我世藩，委督四船，裝諸色貨物，於五月初開駕前來日本長歧貿易……」
6. ↑  《朝鮮王朝實錄·顯宗大王實錄》，卷14，顯宗八年六月甲午：「書以大明福建省官商人。以商販事向日本，洋中遇風致敗，以至於此云。其中，林寅觀、曾勝、陳得三人稍優者也。」
7. ↑  《朝鮮王朝實錄·顯宗大王實錄》，卷14，顯宗八年六月甲午：「乘船人九十五名，下陸，觀其服色，聽其言語，的是漢人。」
8. ↑  《丁未傳信錄·漂人問答》：「我藩王據福建，以討復為己任。與長崎王有挾攻清朝之約，往復久矣。俺等亦以此事有此行云。」
9. ↑  《承政院日记》，显宗八年十月十一日条。
10. ↑  《朝鮮王朝實錄·顯宗大王實錄》，卷14，顯宗九年二月乙亥：「此後漂到者，其船若完，則使其還送。其船已破，則留置其他可也。」
11. ↑  《朝鮮王朝實錄·肅宗大王實錄》，卷06，肅宗三年五月壬午：「唐船之漂到者，勿許登陸，亦勿狀聞之意，密諭牧官，以為永久遵行之地矣。」
12. ↑  孫衛國--義理與現實的衝突--從丁未漂流人事件看朝鮮王朝之尊明貶清文化心態
13. ↑  《丁未傳信錄·漂人問答》：「今永曆皇帝係崇禎君之孫也，現據廣西四省。又一藩王割據福建、東寧地方，時在練兵抹馬，以圖恢復。年年與清朝構戰，非水則陸。比年來，清朝遣偽院部陳錦續、李率泰、烏金王世子阿格傷巴、都提督馬得光、咬臘王等，此皆清朝名將。年年交鋒，無一生還，其餘偽將盡殲，不計其數。中原臣庶竚望中興盛事。今年來肆月間，清朝遣使孔孟章及兵、戶部到福建，與我藩王議和，寅等五月十一日開船，未知成否何如。」
14. ↑  《朝鮮王朝實錄·顯宗大王實錄》，卷14，顯宗八年十月癸酉：「此人等稱永曆在雷州，據有三省云，三省乃天下四分之一，果能有之，天下震動，豈有如此寂然之理乎？」
15. ↑  《丁未傳信錄·漂人問答》：「漂人所答，恐涉訛誤。」